# Zoran Vujović
Zoran Vujović (ur. 26 sierpnia 1958 w Sarajewie) – chorwacki piłkarz grający na pozycji obrońcy lub pomocnika. Jest bratem-bliźniakiem Zlatko Vujovicia, także piłkarza i reprezentanta Jugosławii.

## Kariera klubowa
Vujović urodził się w bośniackim mieście Sarajewo. Karierę piłkarską rozpoczął jednak w Chorwacji, w klubie Hajduk Split. Po występach w drużynach juniorskich w 1976 roku awansował do kadry pierwszej drużyny Hajduka i w jego barwach zadebiutował w pierwszej lidze jugosłowiańskiej. W swoim pierwszym sezonie spędzonym w dorosłej drużynie Hajduka został zdobywcą jugosłowiańskiego pucharu. W wyjściowym składzie klubu ze Splitu zaczął występować w sezonie 1977/1978 i wtedy też po raz pierwszy w karierze został mistrzem jugosłowiańskiej ligi. W 1981 roku został wybrany Piłkarzem Roku w Jugosławii. W 1984 roku ponownie zdobył krajowy puchar. W zespole Hajduka grał do końca sezonu 1985/1986, a łącznie wystąpił w nim 232 razy i strzelił 39 bramek.
Latem 1986 roku Vujović wyjechał z Jugosławii i trafił do Francji. Został zawodnikiem klubu tamtejszej Division 1, Girondins Bordeaux. W zespole „Żyrondystów” także był podstawowym zawodnikiem i występował w nim wraz z bratem-bliźniakiem, Zlatko. W 1987 roku wywalczył z Girondins mistrzostwo Francji, a także sięgnął po Puchar Francji. W 1989 roku Zoran zmienił barwy klubowe i przeszedł do AS Cannes, w którym grał przez pół roku.
Latem 1989 roku Vujović wrócił do Jugosławii i grał w drużynie Crvenej zvezdy. Został z nią mistrzem kraju oraz zdobył tamtejszy puchar. W 1990 roku ponownie zaczął występować we Francji, w Stade Vallauris. W sezonie 1991/1992 grał w Cannes, z którym spadł do Division 2. Następnie był piłkarzem OGC Nice. W 1993 roku zakończył karierę piłkarską.
| Sezon   | Klub               | Kraj       | Rozgrywki  | Mecze | Bramki |
| ------- | ------------------ | ---------- | ---------- | ----- | ------ |
| 1976/77 | Hajduk Split       | Jugosławia | Prva liga  | 16    | 0      |
| 1977/78 | Hajduk Split       | Jugosławia | Prva liga  | 27    | 0      |
| 1978/79 | Hajduk Split       | Jugosławia | Prva liga  | 18    | 5      |
| 1979/80 | Hajduk Split       | Jugosławia | Prva liga  | 26    | 3      |
| 1980/81 | Hajduk Split       | Jugosławia | Prva liga  | 32    | 10     |
| 1981/82 | Hajduk Split       | Jugosławia | Prva liga  | 30    | 9      |
| 1982/83 | Hajduk Split       | Jugosławia | Prva liga  | 5     | 6      |
| 1983/84 | Hajduk Split       | Jugosławia | Prva liga  | 30    | 2      |
| 1984/85 | Hajduk Split       | Jugosławia | Prva liga  | 27    | 2      |
| 1985/86 | Hajduk Split       | Jugosławia | Prva liga  | 21    | 2      |
| 1986/87 | Girondins Bordeaux | Francja    | Division 1 | 37    | 2      |
| 1987/88 | Girondins Bordeaux | Francja    | Division 1 | 31    | 0      |
| 1988/89 | Girondins Bordeaux | Francja    | Division 1 | 10    | 1      |
| 1988/89 | AS Cannes          | Francja    | Division 1 | 7     | 0      |
| 1989/90 | FK Crvena zvezda   | Jugosławia | Prva liga  | 15    | 0      |
| 1990/91 | Stade Vallauris    | Francja    | Division 3 | 10    | 0      |
| 1991/92 | AS Cannes          | Francja    | Division 1 | 14    | 0      |
| 1992/93 | OGC Nice           | Francja    | Division 2 | 15    | 0      |

## Kariera reprezentacyjna
W reprezentacji Jugosławii Vujović zadebiutował 13 czerwca 1979 roku w wygranym 4:1 meczu eliminacji do Euro 80 z Włochami. W 1982 roku został powołany przez selekcjonera Miljana Miljanicia do kadry na Mistrzostwa Świata w Hiszpanii. Tam był rezerwowym zawodnikiem Jugosławii i nie zagrał w żadnym spotkaniu. Od 1979 do 1989 roku rozegrał w kadrze narodowej 34 mecze i strzelił 2 gole.